# Economia (Aristóteles)
A Economia (em latim, Oeconomica; em grego, Οἰκονομικά) é um trabalho que já foi atribuído a Aristóteles, mas que atualmente é atribuído a Teofrasto ou a algum outro aluno de Aristóteles, possivelmente escrito por mais de um autor.
Ao lado do Oeconomicus, de Xenofonte, o título da obra é um dos precursores da expressão moderna "economia", em derivação da palavra grega oikos, que pode ser traduzida como casa ou patrimônio familiar, e da palavra nomos, que pode ser traduzida por leis, regras ou costumes. Portanto, o termo Oeconomica se refere originalmente às regras que regem a unidade produtiva da sociedade grega (oikos), e, por extensão, pode ser relacionada à economia política ou ao que é conhecido por economia atualmente. A ligação era que estes dois objetos de estudo eram frequentemente tidos por similares. Contudo, na Política de Aristóteles, diz-se nas primeiras sentenças do trabalho que a política não tem um líder natural, enquanto uma casa tem. Portanto, a diferença não é meramente de escala.
A Economia consiste em três livros breves. O primeiro é influenciado por obra de nome semelhante, Oeconomicus, de Xenofonte, que é um diálogo socrático sobre como ser um bom cavalheiro e kalokagathos (belo e bom, em grego). O segundo livro contém anedotas e é uma exploração dos tipos teóricos de economia (real, provinciana, política e privada), bem como seus métodos de gerar renda. O segundo livro também contém inúmeros exemplos complementando a discussão teórica. O terceiro livro é conhecido apenas de versões do latim, não do grego, e versa sobre o relacionamento entre marido e esposa.